# Dent de Valère
La dent de Valère est un sommet situé dans le canton du Valais en Suisse. Il s'élève à 2 267 mètres d'altitude.

## Toponymie
Le toponyme « Valère » désigne initialement l'alpage situé près de la source du torrent de la Tille, sous le sommet de la montagne. Selon Henri Jaccard, le mot est une nouvelle forme de « Valière », formé à partir de l'occitan « valiera » désignant une « côte d'une vallée assez importante ».

## Géographie
Il est situé dans le massif du Giffre, à l'extrémité nord d'une arête partant des dents du Midi. Il sépare le Chablais valaisan à l'est du val d'Illiez à l'ouest.

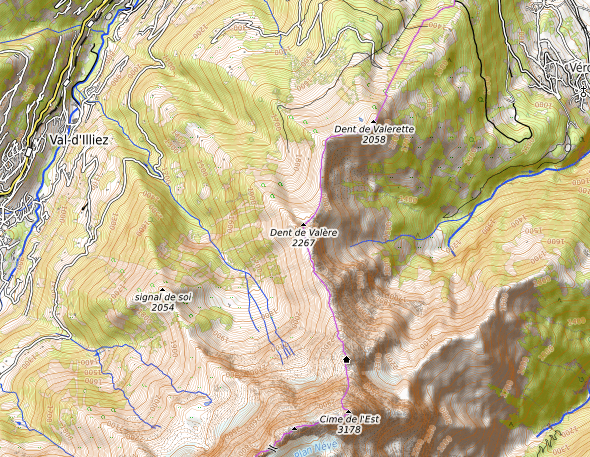
Carte topographique de la dent de Valère.